# Ото фон Валдбург
Ото фон Валдбург-Траухбург (на немски: Otto Truchseß von Waldburg-Trauchburg; Kardinal Otto von Augsburg; * 25 февруари 1514, дворец Шеер при Зигмаринген; † 2 април 1573, Рим) от фамилията на фрайхерен и трушес на Валдбург, е епископ на Аугсбург (1543 – 1573) и кардинал.

## Живот
Той е третият син на фрайхер и трушес Вилхелм Стари фон Валдбург-Траухбург (1470 – 1557) и съпругата му Сибила фон Валдбург-Зоненберг (1536 – 1536), дъщеря наследничка на граф Йохан фон Валдбург-Зоненберг († 1510) и графиня Йохана фон Залм († 1510).
Ото фон Валдбург е чичо на Гебхард фон Валдбург (1547 – 1601), архиепископ и курфюрст на Кьолн (1580 – 1583), син на най-малкия му брат фрайхер и трушес Вилхелм Млади (1518 – 1566).
Ото следва от 1524 г. в Тюбинген, след това в Доле, от 1531 в Падуа и 1534 г. в Болоня, където става „доктор по теология“, и през 1535 г. в Павия. През 1525 Ото става домхер в Аугсбург (1526 – 1543), в Шпайер (1529 – 1568), каноник в Шпайер (1529 – 2543), ректор на университета в Павия (1535).
През 1537 г. Ото фон Валдбург е обучаван в курията за дипломатическа служба, става папски камерхер и се връща обратно в Германия. На 22 март 1539 г. той е домкантор в Шпайер. През 1540/41 г. участва в религиозни разговори в Германия, той е папски таен съветник и императорски пратеник. През 1540 г. Ото става катедрален декан в Тренто, след една година Карл V го прави императорски съветник.
На 10 май 1543 г. Ото е избран за епископ на Аугсбург и през септември и октомври е помазан за свещеник и епископ. На 19 декември 1544 г. папа Павел III го издига на кардинал. През тези години той неуспешно кандидатства за архиепископ на Майнц, Тир и Кьолн. През 1553 г. е избран за княз-пропст на малкото духовническо княжество Елванген.
Той участва активно през 1546/47 г. на страната на Карл V в Шмалкалденската война. През 1552 г. Ото е изгонен от Аугсбург от херцог Мориц Саксонски и от май 1552 до април 1553 г. е в Рим, където участва в основаването на Collegium Germanicum.
Ото участва лично в църковния събор/концил в Триент/Тренто (1545 – 1563). През 1557 г. Фердинанд I му дава „протектората на Немската нация“ в римската курия. От 1559 до 1563 и от 1568 г. той живее отново в Рим. През 1568 г. чрез него курията създава Congregatio Germanica.
Ото помага на науката и изкуството, стои в близък контакт с водещите учени и дава много пари за престрояването на неговите дворци, библиотеки и колекции.
Ото фон Валдбург е погребан на 3 април 1573 г. в църквата „Санта Мария дел'Анима“ в Рим. През 1614 г. е преместен в Дилинген и 1643 г. в тамошната университетска църква.
- Кардинал Ото фон Аугсбург
- Кардинал Ото фон Аугсбург
- Герб на епископ Ото от Аугсбург,
ок. 1543
 (Kunstsammlungen Veste Coburg)